# أوغست أديب باشا
ابن إبراهيم بن غسطين بن مخايل بن ديب بن حنا بن فارس ابن الجد الأساسي نعمة ضو (ولد في 1859 في دير القمر، متصرفية جبل لبنان - توفي في 12 يوليو 1936 في باريس)، سياسي لبناني، ورئيس وزراء لبنان.

## حياته
ولد أوغست أديب في عائلة مارونية في جبل لبنان، ودرس بمدرسة اليسوعيين في غزير ثم بجامعة القديس يوسف في بيروت، حيث تحصل منها على شهادات عالية، ثم درس سنة واحدة في مدرسة الحكمة لينتقل بعدها سنة 1875 إلى مصر، حيث عمل مهندسًا في دائرة المساحة وبعد ثلاث سنوات نقلته إلى وزارة المالية فأصبح بعد مدة مديراً عاماً لمحاسبة الدولة. أوفدته الحكومة إلى باريس ولندن لتعلم أصول المحاسبة وبعد رجوعه نظم المحاسبة المصرية وعُيِّن أمين سر الدولة والمالية. وبعد مرور 35 سنة في وظائف الدولة أُحيل على التقاعد. وتقديراً لجهوده منحته الدولة المصرية لقب باشا. كما كان أحد مؤسسي حزب الاتحاد اللبناني، الذي أسسه لبنانيو المهجر في القاهرة في 1908، وتولى رئاسته فيما بعد خلفاً لإسكندر عمون.
وفي عام 1917، اُنتخب رئيساً للجمعية الخيرية المارونية لمساعدة الفقراء من الطائفة في مصر، خلفاً لابن بلدته سليم البستاني، وظل في منصبه ذاك حتى 1921، ثم خلفه جبران موسكات - ماروني حلبي -. وبعد أن نهاية الحرب العالمية الأولى في 1920، عاد ليستقر نهائياً في لبنان. في 28 أبريل 1920، أقر مجلس الحلفاء الأعلى المجتمع في سان ريمو الانتداب على سوريا ولبنان. فأصدر الجنرال غورو مرسوماً في 31 أغسطس 1920 ضم بموجبه بيروت والبقاع وطرابلس وصيدا وصور وملحقاتها إلى متصرفية جبل لبنان، وفي اليوم التالي، في أول سبتمبر 1920، أعلن غورو قيام دولة لبنان الكبير فأصدر الحاكم العام ألبير ترابو خلال نفس اليوم القرار رقم 343 بتشكيل مجلس وزراء برئاسته وعين أغوست باشا مع ستة آخرين أعضاء فيه، وفي 19 يناير 1925 أوكلت إلى أوغست باشا رئاسة مجلس الشورى. في 23 مايو 1926، نُشِر الدستور اللبناني الجديد وتطبيقاً لأحكامه جرت في 26 منه عملية انتخاب رئيس للدولة وفاز بنتيجتها شارل دباس فأصبح رئيساً للجمهورية فكُلِّف أوغست باشا بتشكيل الوزارة وقام بذلك في 31 مايو 1926، محتفظاً لنفسه بوزارتي المالية والعدل واستمرت حكومته حتى 5 مايو 1927، فكانت بذلك أول وزارة تشكل قبل إعلان استقلال لبنان، ثم شكل الوزارة السابعة في 25 مارس 1930 واحتفظ بوزارتي المالية والزراعة، ثم اشترك بالوزارة الثامنة التي تألفت في 22 يوليو 1931، وأسندت إليه منصب رئاسة وزارة العدل. دامت هذه الوزارة لغاية 10 مايو 1932، فاعتزل بعدها الحياة السياسية وانتقل إلى باريس. إلى أن توفي في 12 يوليو 1936، إذ كان نائماً في أحد الفنادق فشبت النار في غرفته ليلاً وأصيب على إثرها بحروق بالغة أدت إلى وفاته، ونُقل جثمانه إلى مسقط رأسه حيث أودع مدافن العائلة، ولم يترك أبناء وقد كان له ولد وحيد توفي يانعاً. وقد ألف كتاباً بالفرنسية بعنوان Le Liban après la guerre طُبِع في باريس سنة 1918 ثم ترجمه الشيخ فريد حبيش تحت عنوان لبنان بعد الحرب أصدره في مصر سنة 1919. وقد أطلقت بلدية بيروت اسمه على شارع في الأشرفية.

### بيبليوغرافيا
- Caroline Attie Struggle in the Levant: Lebanon in the 1950s S. 43 أي بي توريس 2004 ISBN 1-86064-467-8
- Meir Zamir Lebanon's quest: the search for a national identity، 1926-1939, S. 48، أي بي توريس 2000 ISBN 1-86064-553-4
- Asher Kaufman reviving Phoenicia: in search of identity in Lebanon، S. 62، أي بي توريس 2004 ISBN 1-86064-982-3

| المناصب السياسية | المناصب السياسية           | المناصب السياسية  |
| ---------------- | -------------------------- | ----------------- |
| سبقه -           | رئيس وزراء لبنان 1926-1927 | تبعه بشارة الخوري |
| سبقه إميل إده    | رئيس وزراء لبنان 1930-1932 | تبعه شارل دباس    |